# الکساندر لودریتز
الکساندر لودریتز (آلمانی: Alexander Lüderitz؛ زادهٔ ۶ اوت ۱۹۷۳) شناگر اهل آلمان بود.